# 新津駅 (四川省)
新津駅（しんしんえき）は、中国四川省成都市新津県に所在する成貴旅客専用線の駅である。2014年12月20日に営業を開始した。

## 歴史
- 2014年12月20日 - 営業開始。

## 駅周辺
- 柳河苑

## 隣の駅
中国鉄路成都局集団公司
成貴旅客専用線
双流西駅 - 新津駅 - 新津南駅

## 参考資料
1. ↑  “成绵乐客专沿线站房“探营” 特色指数看过来（二）(组图)”. 网易新闻. (2014年12月2日)